# A Bigger Bang
A Bigger Bang — двадцять другий студійний альбом англійського гурту The Rolling Stones, випущений лейблом Virgin Records 5 вересня 2005 року. Це був останній альбом гурту з оригінальним матеріалом, записаний повністю за участю Чарлі Воттса на барабанах перед його смертю у 2021 році
На відміну від попереднього альбому Bridges to Babylon, який вийшов за вісім років до цього та вирізнявся різноманітністю стилів, численними продюсерами й запрошеними музикантами, «Стоунз» вирішили записати більш базовий альбом у стилі хардрок, який нагадував би про їхній творчий розквіт у 1960-1970-х роках. Єдиним продюсером став Дон Ваз, який працював над альбомом разом із головними авторами пісень і продюсерами — Міком Джаґґером і Кітом Річардсом. До них приєдналися учасники гурту Ронні Вуд (гітара) та Чарлі Воттс (барабани), а також сесійні музиканти: Дарріл Джонс (бас-гітара), Чак Лівелл (клавішні) та мультиінструменталіст Метт Кліффорд. Більшість основних треків була записана тріо — Джаґґером, Річардсом і Воттсом, а інші музиканти додавали свої партії пізніше.
Метод запису у стилі «назад-до-основ» приніс «Стоунз» успіх: альбом досяг третього місця в США, другого — у Великій Британії та очолив чарти в одинадцяти країнах світу. Перший сингл, «Streets of Love», хоч і не потрапив до чартів у США, мав великий успіх на міжнародній арені, досягнувши 15-го місця у Великій Британії та потрапивши до топ-40 у понад десяти країнах. Два інші сингли мали помірний успіх у світових продажах. Відгуки про альбом загалом були позитивними; хоча критики зазначали, що він не дотягує до рівня класичних робіт гурту, його все одно визнали одним із найкращих у пізній творчості «Стоунз». Тур на підтримку альбому тривав два роки й став найкасовішим туром в історії та був задокументований у концертному фільмі режисера Мартін Скорсезе під назвою Shine a Light.

## Список пісень
| #     | Назва                          | Тривалість |
| ----- | ------------------------------ | ---------- |
| 1.    | «Rough Justice»                | 3:11       |
| 2.    | «Let Me Down Slow»             | 4:16       |
| 3.    | «It Won't Take Long»           | 3:54       |
| 4.    | «Rain Fall Down»               | 4:53       |
| 5.    | «Streets of Love»              | 5:10       |
| 6.    | «Back of My Hand»              | 3:32       |
| 7.    | «She Saw Me Coming»            | 3:12       |
| 8.    | «Biggest Mistake»              | 4:06       |
| 9.    | «This Place Is Empty»          | 3:16       |
| 10.   | «Oh No, Not You Again»         | 3:46       |
| 11.   | «Dangerous Beauty»             | 3:48       |
| 12.   | «Laugh, I Nearly Died»         | 4:54       |
| 13.   | «Sweet Neo Con»                | 4:33       |
| 14.   | «Look What The Cat Dragged In» | 3:57       |
| 15.   | «Driving Too Fast»             | 3:56       |
| 16.   | «Infamy»                       | 3:47       |
| 64:23 |                                |            |

## Учасники запису
- Мік Джаггер — вокал і бек-вокал, гітари, клавішні, бас-гітара на «Back of My Hand», «She Saw Me Coming», «Dangerous Beauty» and «Sweet Neo Con», перкусія
- Кіт Річардс — гітара, бек-вокал, клавішні, лід-вокал і бас-гітара на «This Place is Empty» and «Infamy», перкусія на «Infamy»
- Ронні Вуд — гітара
- Чарлі Воттс — ударні

- Дерріл Джонс — бас-гітара
- Чак Левіл — піаніно, орган і Клавесин у піснях «Rough Justice», «It Won't Take Long», «Streets of Love», «Biggest Mistake» і «Driving Too Fast»
- Блонді Чаплін — бек-вокал у піснях «She Saw Me Coming» і «Infamy»
- Метт Кліффорд  — клавішні, програмування, вібрафон у піснях «Rain Fall Down» і «Streets of Love»
- Ленні Кастро — перкусія у пісні «Look What the Cat Dragged In»
- Дон Воз — піаніно у пісні «This Place is Empty»

## Чарти
| Чарт (2005)                                          | Найвища позиція |
| ---------------------------------------------------- | --------------- |
| Австралія Australian Albums (ARIA)                   | 4               |
| Австрія Austrian Albums (Ö3 Austria)                 | 1               |
| Бельгія Belgian Albums (Ultratop Flanders)           | 3               |
| Бельгія Belgian Albums (Ultratop Wallonia)           | 4               |
| Канада Canadian Albums (Billboard)                   | 1               |
| Czech Albums (ČNS IFPI)                              | 2               |
| Данія Danish Albums (Hitlisten)                      | 1               |
| Нідерланди Dutch Albums (MegaCharts)                 | 1               |
| Фінляндія Finnish Albums (Suomen virallinen lista)   | 4               |
| Франція French Albums (SNEP)                         | 3               |
| Німеччина German Albums (Offizielle Top 100)         | 1               |
| Ірландія Irish Albums (IRMA)                         | 18              |
| Італія Italian Albums (FIMI)                         | 1               |
| Нова Зеландія New Zealand Albums (Recorded Music NZ) | 2               |
| Норвегія Norwegian Albums (VG-lista)                 | 2               |
| Португалія Portuguese Albums (AFP)                   | 5               |
| Іспанія Spanish Albums (PROMUSICAE)                  | 2               |
| Швеція Swedish Albums (Sverigetopplistan)            | 1               |
| Швейцарія Swiss Albums (Schweizer Hitparade)         | 1               |
| Велика Британія UK Albums (OCC)                      | 2               |
| США Billboard 200                                    | 3               |

| Чарт (2005)                              | Позиція |
| ---------------------------------------- | ------- |
| Austrian Albums (Ö3 Austria Top 40)      | 51      |
| Belgian Albums (Ultratop Flanders)       | 66      |
| Belgian Albums (Ultratop Wallonia)       | 52      |
| Dutch Albums (Album Top 100)             | 31      |
| French Albums (SNEP)                     | 68      |
| German Albums (GfK Entertainment charts) | 27      |
| Swedish Albums (Sverigetopplistan)       | 22      |
| Swiss Albums (Schweizer Hitparade)       | 44      |
| UK Albums (OCC)                          | 165     |
| US Billboard 200                         | 188     |
| Worldwide Albums (IFPI)                  | 32      |

## Сертифікації
| Регіон                                                                                          | Сертифікація | Продажі    |
| ----------------------------------------------------------------------------------------------- | ------------ | ---------- |
| Аргентина (CAPIF)                                                                               | Платиновий   | 40 000^    |
| Австрія (IFPI Austria)                                                                          | Золотий      | 15 000*    |
| Канада (Music Canada)                                                                           | Платиновий   | 100 000^   |
| Данія (IFPI Denmark)                                                                            | Золотий      | 20 000^    |
| Франція (SNEP)                                                                                  | Золотий      | 100 000*   |
| Німеччина (BVMI)                                                                                | Платиновий   | 200 000^   |
| Греція (IFPI Greece)                                                                            | Золотий      | 10 000^    |
| Італія продажі у 2005                                                                           | —            | 103,000    |
| Японія (RIAJ)                                                                                   | Золотий      | 100 000^   |
| Нідерланди (NVPI)                                                                               | Золотий      | 40 000^    |
| Нова Зеландія (RIANZ)                                                                           | Золотий      | 7500^      |
| Польща (ZPAV)                                                                                   | Золотий      | 10 000*    |
| Іспанія (PROMUSICAE)                                                                            | Золотий      | 50 000^    |
| Швеція (IFPI Sweden)                                                                            | Золотий      | 30 000^    |
| Швейцарія (IFPI Switzerland)                                                                    | Золотий      | 20 000^    |
| Велика Британія (BPI)                                                                           | Золотий      | 100 000^   |
| США (RIAA)                                                                                      | Платиновий   | 1 000 000^ |
| Підсумки                                                                                        |              |            |
| Європа (IFPI)                                                                                   | Платиновий   | 1 000 000* |
| *продажі, що базуються лише на сертифікаціях ^відвантаження, що базуються лише на сертифікаціях |              |            |